# Дом фарфора (телесериал)
«Дом фарфора» — российский восьмисерийный драматический телесериал режиссёра Олега Асадулина от продюсерской компании «Среда». Съёмки проходили в 2016 году в Минске. Премьера состоялась осенью 2017 года на канале «Россия-1».

## Сюжет
1982 год. Кате Королёвой предсказывали карьеру теннисистки. Но она вынуждена бежать из родного города Белгорода в Москву к старшей сестре Ане. Аня устраивает Катю продавщицей в магазин «Дом фарфора». В это же время сын директора магазина устраивается на работу грузчиком. В магазине Катя знакомится с импозантным генералом КГБ Лужиным. Их случайная встреча быстро переросла в бурный роман.

## В ролях
- Стася Милославская — Катя Королёва
- Анатолий Белый — Валерий Лужин, генерал КГБ
- Игорь Миркурбанов — Семён Гроссман, директор «Дома фарфора»
- Валерия Куликова — Анна, старшая сестра Кати
- Юлия Ауг — Татьяна, жена Лужина[9]
- Илья Антоненко — Костя, сын Гроссмана
- Никита Волков — Слава
- Наталия Вдовина — Алла, жена Гроссмана
- Алексей Вертков — Козлов
- Елена Дробышева — мать Кати
- Иван Мамонов — Хорхин
- Рената Пиотровски — Наташа
- Анна Цуканова-Котт — Юля
- Пётр Юрченков — Тришин
- Лассе Линдберг — Грег[10]

## Съёмочная группа
- Генеральный продюсер: Александр Цекало
- Ведущий продюсер: Иван Самохвалов
- Режиссёр-постановщик: Олег Асадулин
- Автор идеи: Алексей Алешковский
- Оператор-постановщик: Александр Кузнецов
- Художник-постановщик: Ольга Соколова
- Композитор: DJ Грув[11]

## Критика
Николай Ирин, «Культура»:

Милиционеры вербуют гэбистов, гэбисты — ресторанных певичек. Члены Политбюро — всего-навсего неумные крестьяне, позднесоветские теневики — совесть нации. Все замаскировались, и только молодые влюблённые Катя и Костя — горячие сердца, неподкупные души… <…> Идея от Алешковского-младшего с поправкой на родительский капитал, генеральный продюсер — уже в который раз сводящий счеты с «проклятым совком» в пользу торгового сословия и, подозреваю, тоже не в первом поколении обиженный на советскую власть Александр Цекало. Кто же придумал восемь серий и прописал десятки одномерных персонажей с предсказуемыми коллизиями? Уникальный случай: в титрах сценаристы отсутствуют. Видимо, люди по серьёзным причинам сняли свои фамилии, а на псевдонимы создатели почему-то не решились. Утаивание сочинителями агрессивной ангажированной белиберды своих имён и даже псевдонимов — поступок трусливый, но объяснимый.

Михаил Любимов, «Собеседник»:

Ну какое противостояние могло быть между КГБ и МВД?! Комитет всегда считался № 1, а милиция — так себе, в подчинении. В брежневские времена был один неприятный инцидент, когда сотрудника КГБ убили милиционеры. Такой был резонанс! После этого МВД вообще притихло. Конечно, прекрасно понимаю, что такое художественный фильм — и по моим книгам снимали кино. Можно что-то придумать, но не снимать фэнтези на потребу.

Георгий Купавин, КОНТ:

Сериал оставляет ложное, но стойко мерзкое впечатление для молодой и старой гвардии, что в 80-х годах эти органы [КГБ и МВД] не занимались безопасностью граждан и страны, не боролись с преступностью или враждебными провокациями Запада, а исключительно межведомственными разборками, личными похотями и амбициями. Для чего пускали в ход любую мерзость: яд, убийство (своих сотрудников и «добрых» американцев), коварство, подлог, разврат и проституцию. Морально и нравственно, не гнушаясь абсолютно ничем. <…> К концу сериала КГБ и главный злодей сметаются очнувшимся народом, но эпилог свидетельствует о выживании. Присущая им «подлость» не исчезает, а приобретает политические формы в новой реальности.